# Sinopsychops chengdeensis
Sinopsychops chengdeensis là một loài côn trùng trong họ Psychopsidae thuộc bộ Neuroptera. Loài này được Hong miêu tả năm 1982.